# جيفرسون لارا
جيفرسون لارا (20 فبراير 1990 بإيبارا في الإكوادور - ) هو لاعب كرة قدم إكوادوري في مركز الدفاع. لعب مع ليغا دي كيتو ونادي إمبابورا وDeportivo Azogues ‏ ونادي أوكاس وC.D. Universidad Técnica de Cotopaxi ‏ وC.D. Valle del Chota ‏.

## وصلات خارجية
- جيفرسون لارا على موقع قاعدة بيانات كرة القدم.إي يو (الإنجليزية)
- جيفرسون لارا على موقع Soccerway.com (الإنجليزية)